# イカドン
イカドンは、青森県八戸市の非公認ゆるキャラ。
2015年（平成27年）3月から館鼻岸壁朝市に登場し、以来地元の朝市のみならずJリーグ・ヴァンラーレ八戸の応援でも登場している。

## 概要
八戸市朝市の主な来客層である高齢者だけでなく、子供たちへのPRを目的に考案されたキャラクター。
浴衣の装束で「八戸」を模した眉が特徴。
2017年1月16日放送のテレビ番組「月曜から夜ふかし」で朝市の来客者へ飴を配っている様子が紹介された。
父親・母親・娘の3人で構成される「イカドンファミリー」という設定である。

## 各キャラの設定
- イカドンパパ - 56歳のイカで父親。ヴァンラーレ八戸のロゴが入った帯を締めることがある。
- イカドンママ - 47歳のイカで母親。
- イカドン長女 - 25歳の娘。